# Anthrax cybele
Anthrax cybele är en tvåvingeart som först beskrevs av Daniel William Coquillett 1894.  Anthrax cybele ingår i släktet Anthrax och familjen svävflugor. Inga underarter finns listade i Catalogue of Life.